# Mosaico della Giovane zingara
Il cosiddetto Mosaico della Giovane zingara o Ragazza zingara (in turco Çingene Kızı) è un'opera d'arte trovata nell'antica città di Zeugma, in Turchia, tra il 1998 e il 1999. È l'opera più celebre tra quelle conservate nel museo dei mosaici di Zeugma di Gaziantep.

## Storia
L'opera fu trovata sotto una colonna durante uno scavo di recupero effettuato a Kelekağzı Mevkii nel 1998 e si pensa che faccia parte di un pavimento decorato a mosaico che era stato smantellato pezzo per pezzo negli anni precedenti da parte dei contrabbandieri del mercato nero. Questo e altri frammenti furono salvati dal contrabbando di opere d'arte dell'antichità.
Il mosaico, che per un certo periodo venne esposto al museo archeologico di Gaziantep, si trova al museo dei mosaici di Zeugma dal 9 settembre 2011. L'opera venne collocata in una stanza propria al piano superiore dell'edificio. Il mosaico e le altre opere della collezione sono uscite indenni dal terremoto che scosse la Turchia sud-orientale e la Siria settentrionale nel febbraio del 2023 e che colpì duramente proprio la città di Gaziantep.

## Descrizione

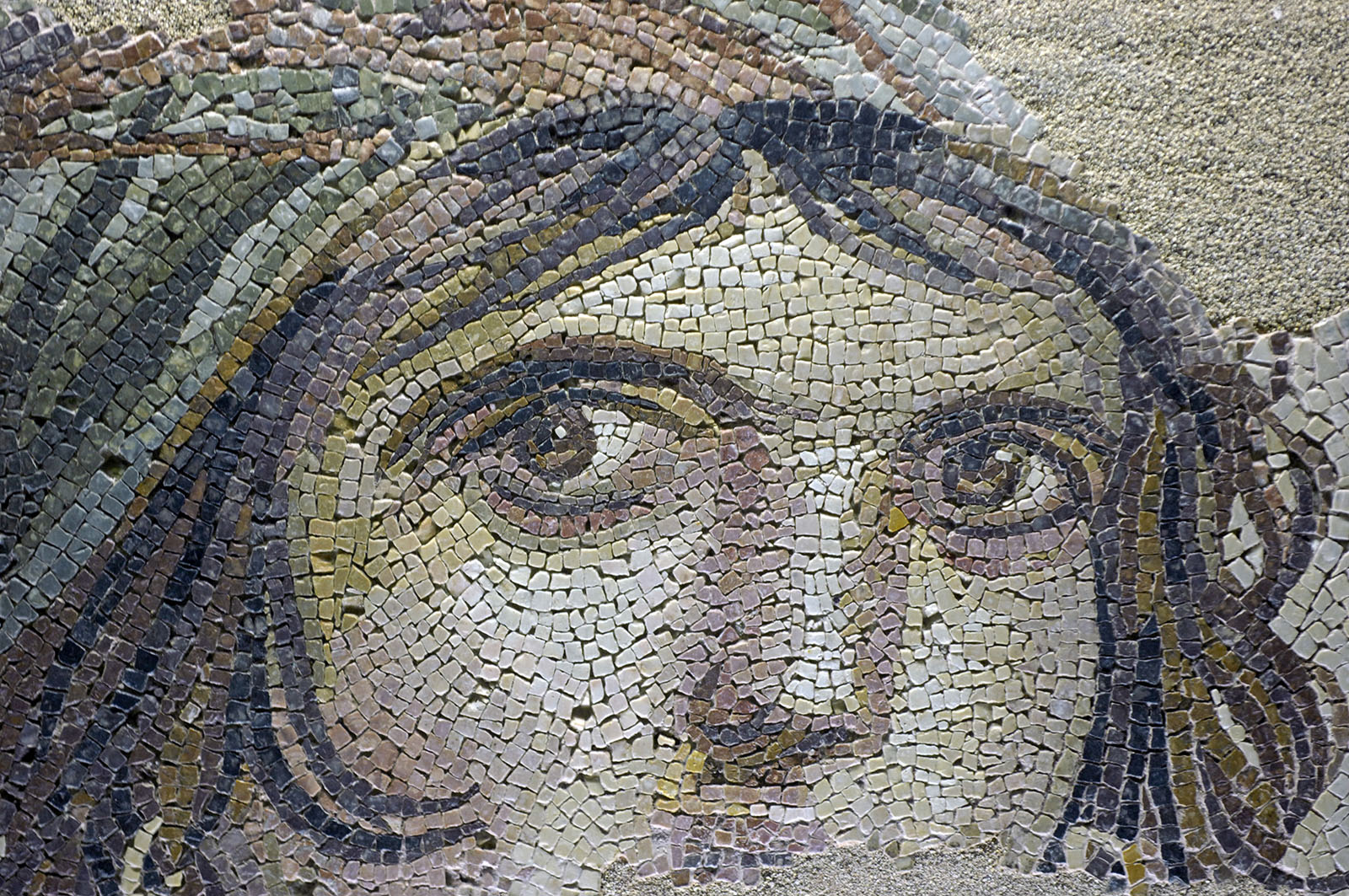
Un dettaglio degli occhi.

Il frammento (datato al II secolo d.C.) ritrae una persona, che alcuni archeologi hanno ipotizzato possa essere Gaia, la madre degli dei nella mitologia greca, o Alessandro Magno. Date le trecce del personaggio e i suoi orecchini dorati, la gente le diede il soprannome di "Giovane Zingara". La giovane indossa un berretto dal quale cadono delle ciocche di capelli ai lati del volto. Sulla destra si possono appena notare i petali di un fiore, come quelli che si trovavano sul tirso, un bastone rituale dionisiaco, mentre delle foglie forse di vite si trovano a sinistra del volto: sulla base di questi elementi si è ipotizzato ulteriormente che il personaggio possa essere legato al mondo dionisiaco e che quindi possa essere una menade. Chiunque sia questo personaggio. l'elemento che lo contraddistingue è il suo sguardo rivolto verso lo spettatore.